# Anne Krohn
Anne Krohn (* 19. November 1983 in Stralsund), zwischenzeitlich Anne Domroese, ist eine deutsche Volleyball- und Beachvolleyballspielerin.

## Karriere Hallen-Volleyball
Anne Krohn erlernte das Volleyballspielen bei der HSG Universität Greifswald. Sie spielte beim VT Aurubis Hamburg in der zweiten Mannschaft, mit der sie in der Saison 2011/12 den Meistertitel in der Zweiten Bundesliga Nord holte. Im Jahr 2016 wechselte sie von den Ostbek Cowgirls zum Zweitligisten Stralsunder Wildcats. In der Saison 2019/20 belegte das Team den ersten Tabellenplatz. Aufgrund des Abbruchs kurz vor Ende der Saison wurde die Meisterschaft jedoch nicht gewertet.
In der Zweitligasaison 2016/17 wurde sie zur besten Spielerin (MVP) der 2. Bundesliga Nord gewählt. Auch die Zweitligasaison 2020/21 schloss sie mit zehn Medaillen (7 Mal Gold, 3 Mal Silber) in 23 Spielen als wertvollste Spielerin der Liga ab.
In der Saison 2022/23 gewann Krohn mit den Wildcats die Meisterschaft der 2. Bundesliga Nord. Anschließend beendete sie zunächst ihre aktive Volleyball-Karriere und half nur noch bei der zweiten Mannschaft des 1. VC Stralsund in der 3. Liga Nord aus. Zum letzten Drittel der Saison stand sie allerdings wieder für die Wildcats in der  2. Bundesliga Pro auf dem Feld und wurde dabei mehrfach zur MVP ausgezeichnet.

## Karriere Beachvolleyball
Krohn ist im Beachvolleyball auf der German Beach Tour und anderen nationalen Turnieren aktiv.
Von 2014 bis 2016 spielte sie an der Seite von Swantje Basan. Mit Melanie Gernert erreichte sie 2015 beim Smart Beach Cup in Nürnberg den dritten Platz. 2017 war Valeria Fedosova ihre Partnerin. 2018 spielte sie mit Anika Krebs und belegte bei der deutschen Meisterschaft in Timmendorfer Strand den fünften Platz. Von 2019 bis 2021 war Anna Behlen ihre Partnerin, mit der sie auf der Techniker Beach Tour in Dresden den dritten Platz belegte und in Zinnowitz gewann. Bei der deutschen Meisterschaft 2019 wurden Behlen/Krohn Fünfte. Im Frühjahr 2021 nahm Krohn mit Melanie Gernert an der zweiten Ausgabe der German Beach Trophy teil und gewann das Playoff-Finale in Düsseldorf gegen Laboureur/Schulz. Im Sommer belegten Behlen/Krohn bei den Qualifiers für Timmendorfer Strand in Düsseldorf die Plätze fünf und zwei, in Stuttgart zweimal Platz drei, in Königs Wusterhausen Platz neun und in Berlin Platz drei. Bei der deutschen Meisterschaft wurden Behlen/Krohn Neunte.
2022 und 2023 war Melanie Gernert wieder Krohns Partnerin, mit der sie auf der German Beach Tour in Düsseldorf beim ersten Turnier gewann und beim zweiten Turnier den dritten Platz belegte. Weiterhin konnten in München mit dem dritten Platz, auf Fehmarn mit dem ersten Platz, in Bremen mit dem zweiten Platz sowie in Berlin mit dem dritten Platz Erfolge gefeiert werden. Bei der deutschen Meisterschaft wurden Gernert/Krohn Fünfte. Auf der German Beach Tour 2023 erreichten sie im Mai bei zwei Turnieren in Bremen die Plätze fünf und zwei. Im August siegten sie beim „Rock the Beach“-Ersatzturnier in Stuttgart und erreichten anschließend bei der deutschen Meisterschaft in Timmendorfer Strand Platz sieben.

## Privates
Anne Krohn hat erfolgreich ein Pädagogik-Studium abgeschlossen. 2012/13 überstand sie eine Brustkrebserkrankung.